# Une famille pas comme les autres
Pour plus de détails, voir Fiche technique et Distribution.
Une famille pas comme les autres est un téléfilm français diffusé par France 2.

## Synopsis
Blandine et Antoine, de joyeux sexagénaires, se rencontrent via Michel-Ange qui les a choisi comme grands-parents adoptifs. Michel-Ange a une dizaine d'années et est élevé par un couple de femmes. Sa vie n'est pas tous les jours facile...

## Fiche technique
Source : IMDb, sauf mention contraire
- Réalisateur : Édouard Molinaro
- Assistant de réalisateur : Vincent Trintignant
- Scénariste : Catherine Ramberg et Janine Boissard
- Producteurs : Jean-Luc Azoulay, Michel Boucau, Jean-Pierre Dusseaux, Dominique Janne, Anne Leduc
- Musique du film : Benjamin Brion, Louis Gasté	(Loulou Gasté), Benjamin Molinaro, Patrice Peyrieras
- Directeur de la photographie : Virginie Saint-Martin
- Montage : Linda Naud
- Distribution des rôles : Patrick Hella, Julie Philippe
- Création des décors : Marc-Philippe Guerig
- Décorateur de plateau : Serge Berkenbaum
- Création des costumes : Christophe Pidre, Florence Scholtes, Karine Serrano
- Coordinateur des cascades : 	Frédéric Lecointe
- Société de production : LM Production, JLA Productions, France 2 , K2, Radio-télévision belge de la Communauté française
- Pays d'origine : France
- Genre : Film dramatique
- Durée : 95 minutes
- Date de diffusion : 11 mai 2005 sur France 2

## Distribution
- Line Renaud : Blandine
- Guy Bedos : Antoine
- Jeffrey Barbeau : Michel-Ange
- Jacqueline Bir : Falbala
- Jauris Casanova : Bob
- Yannick Soulier : Gaby
- Bobette Jouret : Marguerite de Lachenay
- Gérald Marti : Bertrand de Lachenay
- Cyril Leflo : Momo
- Santiago Caceres : Pedro
- Ymard Tsimba : Sami
- Clément Chebli : Marco
- Raymond Peira : Petit-Roupillon
- Bella Wajnberg : Gaétane
- Alexandre Tissot : Le moniteur
- Léon Dony : Le président
- Michel Israël : Capitaine de gendarmerie
- Jacques Druaux : Gendarme
- Mhaïdra Devaux : Leila
- Michèle Eraly : Roxane
- Sylviane Ramboux : Mme Linette